# Dorfkirche Satzung
| Dorfkirche Satzung        | Dorfkirche Satzung |
| ------------------------- | --- |
| Foto                      | |
| Adresse                   | Marienberg, Satzunger Kirchstraße 2                                                                                                   |
| Konfession                | evangelisch |
| Gemeinde                  | Ev.-Luth. Kirchgemeinde Marienberg |
| Aktuelle Nutzung          | Gemeindekirche |
| Webseite:                 | Kirche Satzung |
| Gebäude                   | |
| Baubeginn                 | 2. Hälfte 16. Jahrhundert |
| Erneuerungen und Umbauten | 1754/56 Verlängerungsanbau, Errichtung des Glockenturmes; 1936 wegen schwerwiegender Bauschäden; 1980–1988 Außen- und Innenerneuerung |

Die evangelische Dorfkirche Satzung ist die höchstgelegene evangelische Dorfkirche Deutschlands (etwa 850 m über Normalnull). Sie liegt in Satzung, einem Ortsteil der sächsischen Stadt Marienberg im Erzgebirgskreis.
Die Kirche ist ein Putzbau mit Satteldach (Schieferdeckung), viereckigem Westturm mit Kupferhaube und einem östlichen Sakristeianbau. Das Satteldach trägt bis heute östlich noch den Walm der kleineren Kirche (vor dem Anbau des Turmes 1756).

## Geschichte
Die erste urkundliche Erwähnung des Ortes Satzung in einer Steuerliste (Reichstürkenhilfe) datiert aus dem Jahre 1501. Wahrscheinlich existierte in dieser Zeit auch schon eine kleine hölzerne Kapelle am Ort, die im Visitationsprotokoll von 1540 erwähnt wird. Mit der Reformation 1536/37 gehörte Satzung zur Parochie Arnsfeld.
Wohl am 23. September 1573 wurde eine massive, steinerne Dorfkirche geweiht. Dieses Datum ist auf dem Taufstein vermerkt. Die Kapelle hatte einen Dachreiter als Glockenturm. 1584 wurde Satzung Filialkirche von Arnsfeld und schließlich, am 23. September 1693, eigenständige Parochie mit Steinbach als Filialkirche. Erster Pfarrer war Johann Christoph Werner aus Borna. 1901 wurde Steinbach ausgepfarrt. Infolge des Kirchenkampfs wurden die Gottesdienste der Bekennenden Kirche zwischen 1937 und 1940 im nahegelegenen Wald oder in Privatwohnungen durchgeführt.
Bei einem Umbau in den Jahren 1754–56 wurde das Kirchenschiff nach Westen verlängert und der wuchtig-schlichte steinerne, barocke Glockenturm angebaut. Damit erhielt die Kirche ihre heutige Form. Ein Blitzschlag 1819 beschädigte die Turmmauer und eine der Glocken schwer. Bei der Reparatur 1820/21 wurden die Emporen der Kirche und der Chorraum erweitert.

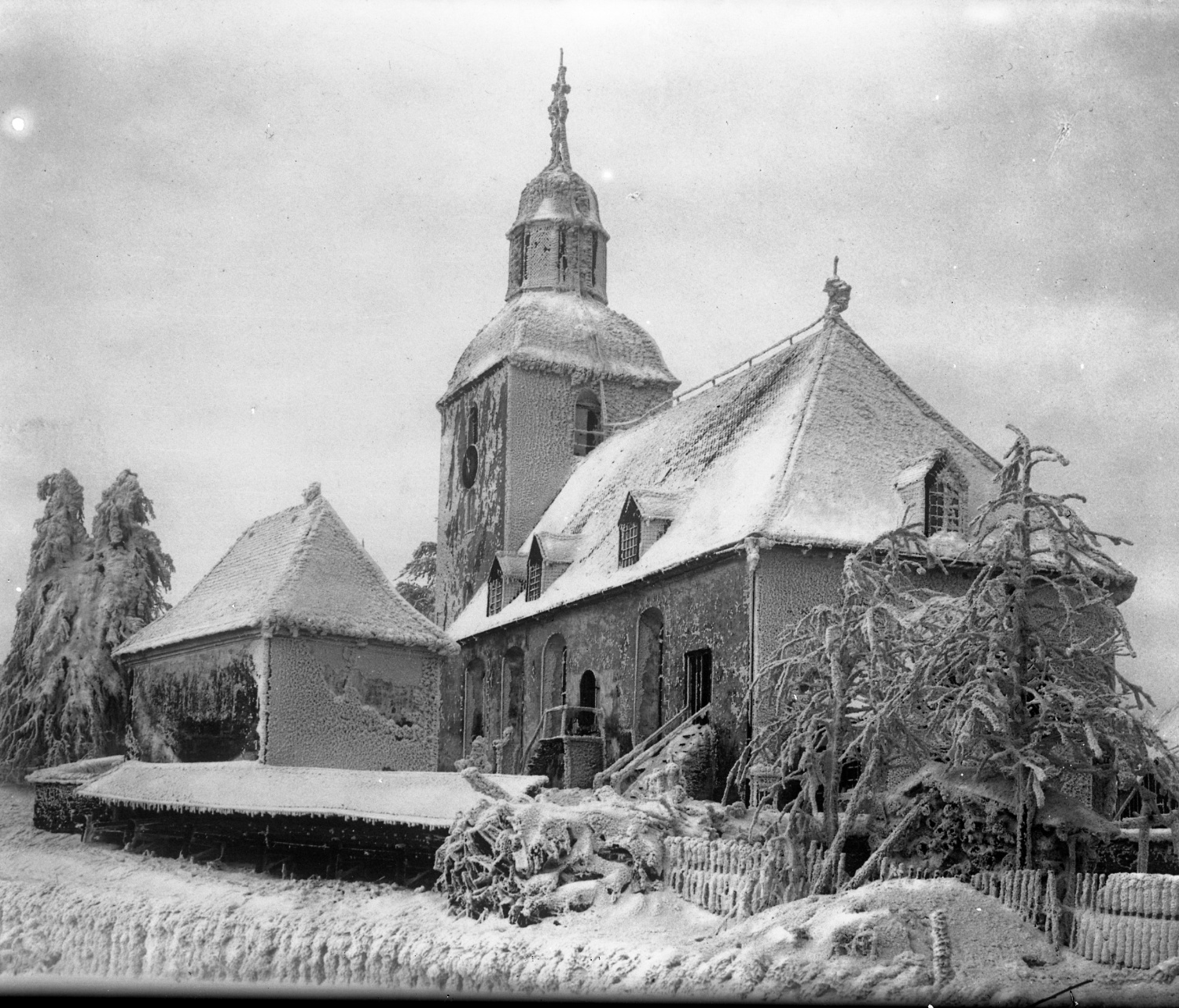
Ansicht vor 1935

Im Laufe der Jahrhunderte wurde die Kirche mehrmals baulich verändert. So musste 1936 wegen schwerwiegender Bauschäden, unter anderem Hausschwammbefall, die Kirche baupolizeilich gesperrt werden. Bei der anschließend durchgeführten Reparatur wurde zur Stabilisierung des Mauerwerkes eine gerade Holzbalkendecke in Höhe des Mauerabschlusses eingezogen. Im Zuge des Einbaues einer neuen Orgel wurde Mitte der sechziger Jahre des 20. Jahrhunderts die Kirchendecke, die ursprünglich eine bemalte, gewölbte Holzdecke war, in ihrer alten Form wieder hergestellt und mit Kassetten, die der Satzunger Maler Edgar Wolf nach barocken Mustern aus der Kirche Großolbersdorf schuf, versehen.
Von 1980 bis 1988 erfolgte die letzte große Außen- und Innenerneuerung, bei der auch der Altar wieder seine ursprüngliche Gestalt erhielt. Aber auch danach waren ständig Reparatur- und Restaurierungsarbeiten nötig, so die Reparatur des Dachstuhles und der Dacheindeckung des Kirchenschiffes, die Restaurierung der Madonna und des Taufsteines, der seitdem wieder in seiner ersten Bemalung zu sehen ist.
Seit 2018 gehört Satzung zur Kirchgemeinde Marienberg. Die Kirchgemeinde ist Träger zweier Kindergärten, wovon sich einer im Obergeschoss des Pfarrhauses nebenan befindet. Dieser wurde von Pfarrer Johannes Schöne und seiner Frau Rile, den Eltern des bekannten Liedermachers Gerhard Schöne, ins Leben gerufen.
Die Dorfkirche Satzung steht unter Denkmalschutz, zusammen mit dem Kirchhof mit Leichenhalle, der Einfriedungsmauer sowie der Kriegerdenkmale für die Gefallenen des Deutsch-Französischen Krieges und die Gefallenen des Ersten Weltkrieges auf dem Kirchhof. Das Ensemble ist baugeschichtlich, ortsgeschichtlich und ortsbildprägend von Bedeutung.

## Ausstattung

### Altar und Kanzel

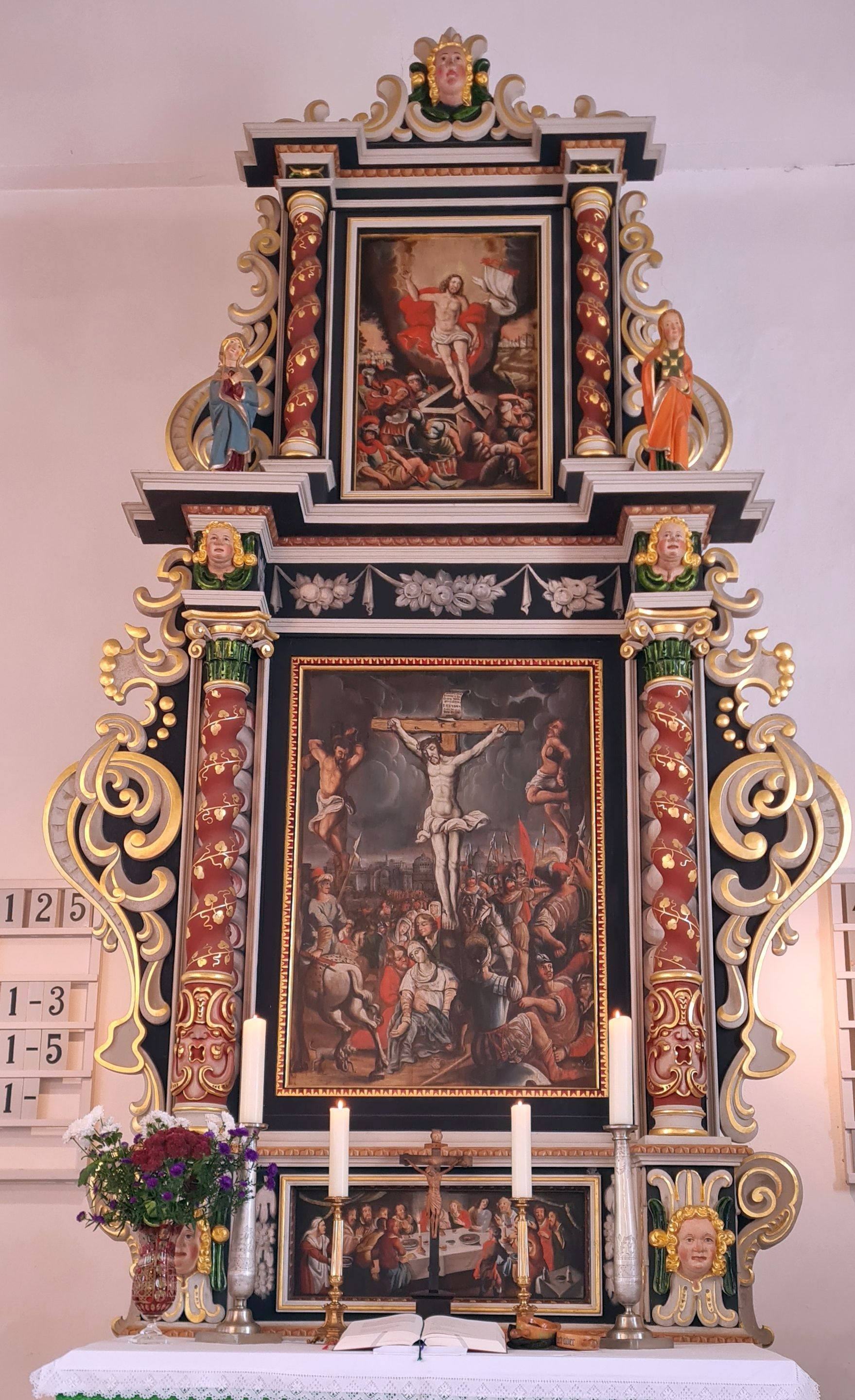
Altar

Kultur- und kunstgeschichtlich bedeutend ist unter anderem der frühbarocke Altar und die Kanzel im Stil des sogenannten Bauernbarock.
Die Altarbilder zeigen von unten nach oben Darstellungen der Heilsgeschichte: das Abendmahl, die Kreuzigung und die Auferstehung Jesu. Die Altarkrönung, ein gekröntes Menschenantlitz erinnert an Matthäus 28: „Mir ist gegeben alle Gewalt im Himmel und auf Erden“ und „Ich bin bei euch alle Tage bis an der Welt Ende“.
Die Kanzelbilder zeigen in der Mitte den Welterlöser und Herrn Jesus Christus und rechts und links davon die vier Evangelisten: Matthäus mit dem geflügelten Menschen, Markus mit dem Löwen, Lukas mit dem Stier und Johannes mit dem Adler. Ganz rechts ist ein Auerhuhn zu sehen, die ihren Küken Zuflucht gewährt (Matthäus 23, 37). Diese steht symbolisch für den ehemals hohen Auer- und Birkwildbestand in Satzunger Fluren. Ganz links ist eine Taube mit Ölzweig abgebildet, erinnernd an die Sintflutgeschichte.

### Weitere Ausstattungselemente

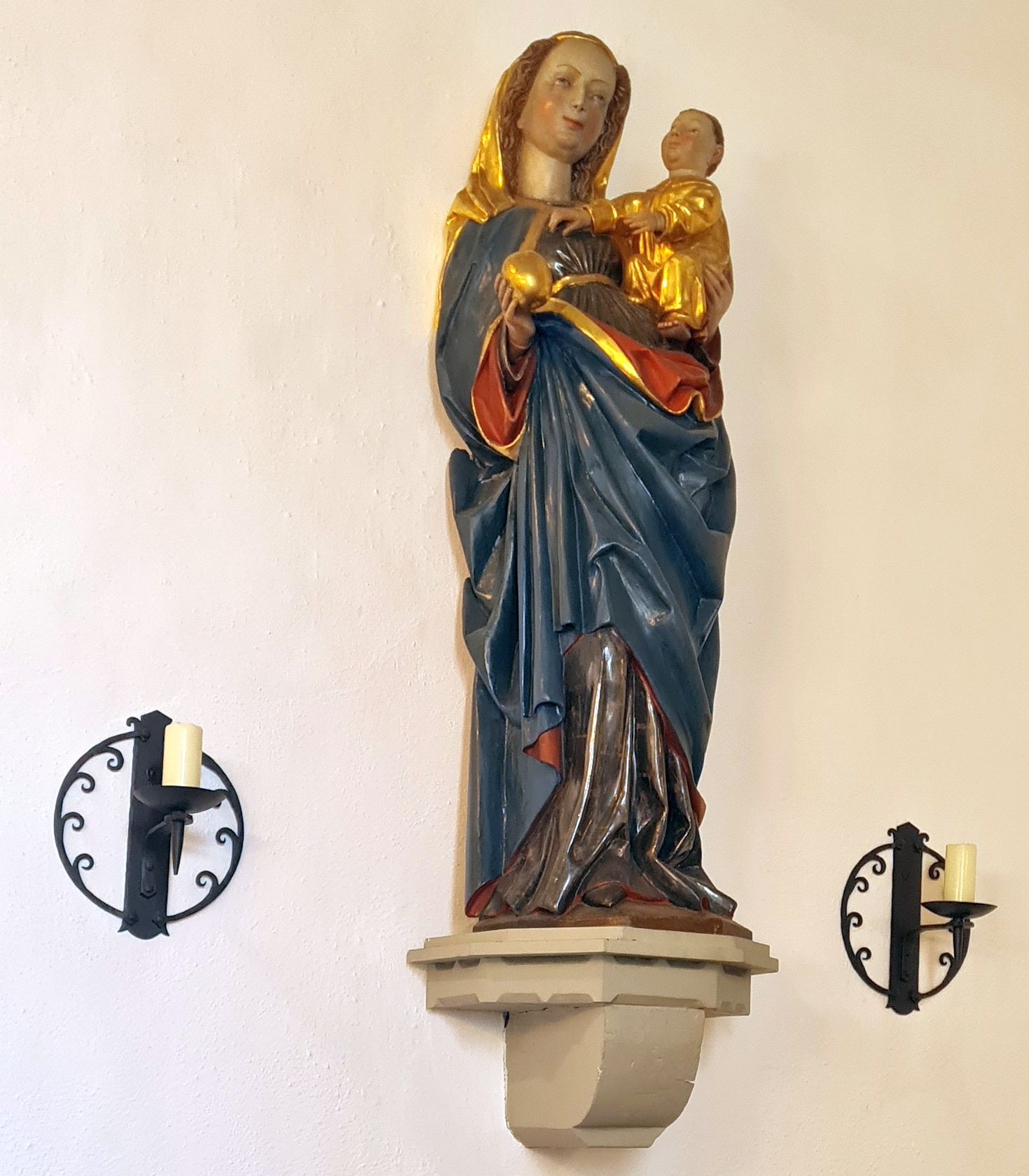
Marienstatue

An der Nordwand hängt eine lebensgroße Statue der Madonna. Über ihre Herkunft und wer sie geschaffen hat, ist nichts bekannt. Bei der letzten Restaurierung wurde lediglich festgestellt, dass es sich um eine meisterhafte Kopie einer gotischen Madonna handelt, die vermutlich im 19. Jahrhundert entstand.
Eine im hinteren Altarraum aufgestellte Grabplatte der nordböhmischen Gräfin Eva Polexina von Werschowitz aus dem Jahre 1699 erinnert an Christen aus Böhmen, die wegen ihres evangelischen Glaubens ihre Heimat verlassen mussten und in Satzung Aufnahme fanden. Es haben in den Jahren von 1620 bis nach 1700 bis zu 100 Exulanten in Satzung gelebt und Aufnahme gefunden. Vier von ihnen sind in der Kirche begraben. Die vergoldete Wetterfahne auf dem Turmdach zeigt einen Mann mit Rucksack und einem Kelch in der Hand, ebenfalls ein Hinweis auf die böhmischen Glaubensflüchtlinge.

### Orgel

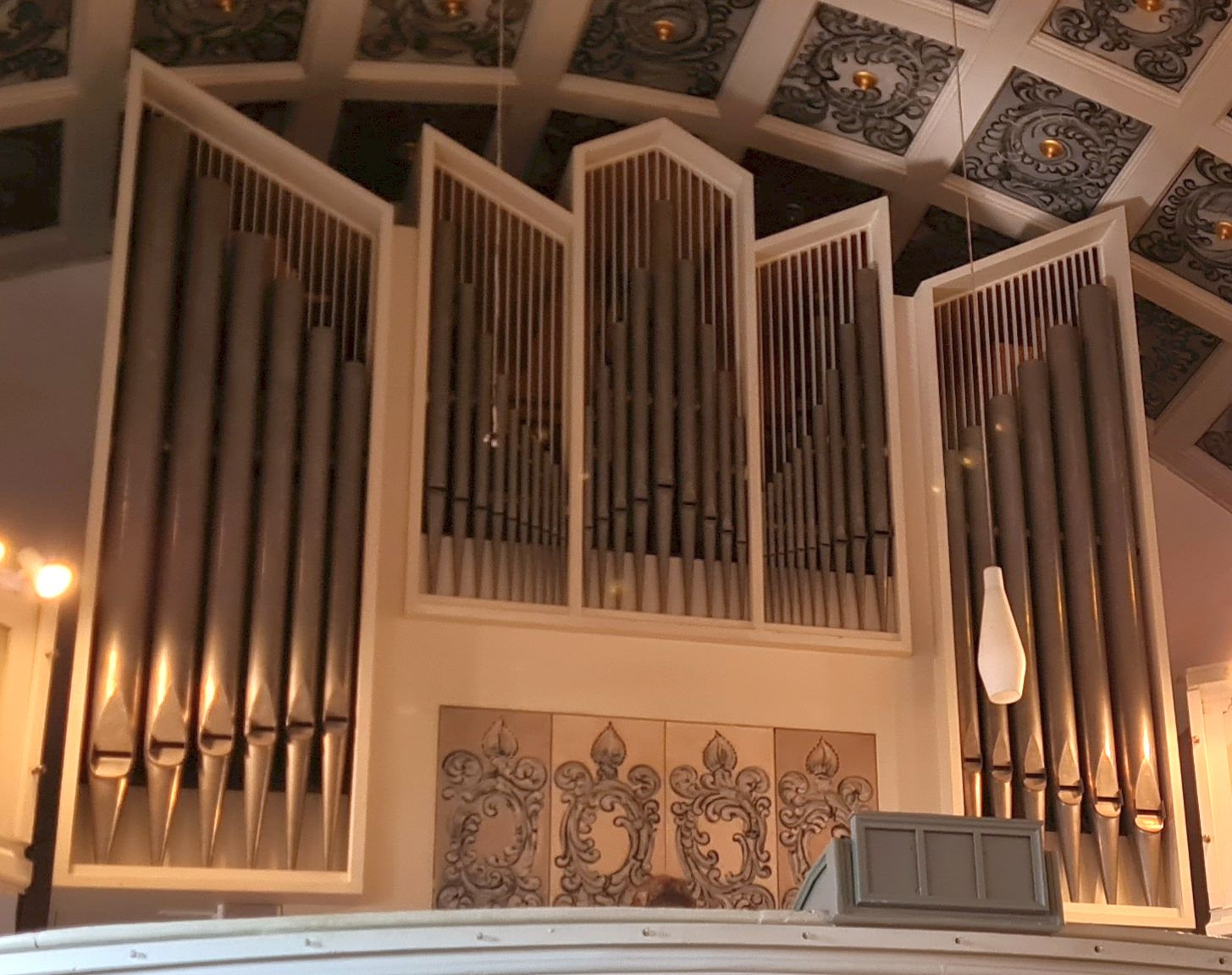
Jehmlich-Orgel

Im Bau von 1756 befand sich etwa in Höhe der zweiten Emporen der Zugang zu einem „Singechor“, der an zwei eisernen Stäben von der Decke herabhing. Dort war auch eine kleine Orgel von mäßiger Qualität aufgestellt.
1820/21 erhielt die Kirche eine erste Orgel. Sie wurde auf einer neuen Orgelempore durch den böhmischen bürgerlichen Orgelbauer Johann Constantin Müller aus Pomeisl erbaut und besaß 789 Pfeifen in 15 Registern auf 2 Manualen und Pedal. Bereits 1917 mussten die Zinnpfeifen des Orgelprospekts zusammen mit den Glocken für Kriegszwecke abgeliefert werden. Die Ersatzpfeifen aus Zink konnten den schönen weichen Klang der alten Pfeifen nicht bieten. Durch Holzwurmbefall und weitere Schäden an den Holzpfeifen und Windladen war die Orgel unbrauchbar geworden und musste einem Pedalharmonium der Firma O. Lindholm weichen. Die fehlende Raumhöhe nach dem Einbau der waagerechten Holzbalkendecke hat wohl auch mit zu dieser Entscheidung beigetragen. Das Harmonium fand seinen Platz im 1921 gekürzten Orgelgehäuse. Bis heute steht dieses Instrument in der Marienberger Friedhofskapelle im Dienst.
Am 15. Januar 1967 wurde eine neue Orgel der Firma Jehmlich Orgelbau Dresden geweiht. Sie hat auf zwei Manualen und Pedal 14 klingende Stimmen und 930 Pfeifen.

### Glocken
Die erste Glocke war ein Gebetsglöcklein, das anfangs im Dachreiter und nach Anbau des Turmes noch einige Zeit aus der offenen Laterne die Gemeinde zum Gebet und zum Gottesdienst rief.
Zwischen 1765 und 1770 beschaffte die Gemeinde drei gebrauchte Glocken unterschiedlicher Herkunft. Die größte wurde 1707 von Hans Wild in Joachimsthal gegossen. Die beiden kleineren 1776 von Michael Weinhold in Dresden. Zum Verbleib dieser Glocken sowie des Betglöckleins ist nichts bekannt.
Etwa 100 Jahre später konnte die Gemeinde ihr erstes komplett neues Geläut einweihen. Es hatte ein Gesamtgewicht von 964 Kilogramm und kostete 3.050 Mark. Die Glocken erklangen in den Tönen fis', ais' und cis''. Das Geläut wurde 1868 bei der Glockengießerei G. A. Jauck in Leipzig gegossen und wurde im September 1868 vom Annaberger Bahnhof mit einem Pferdefuhrwerk abgeholt. Die beiden größeren Glocken sowie die Zinnpfeifen der Orgel mussten am 27. Juni 1917 abgeliefert werden und wurden im Ersten Weltkrieg im Rahmen der Metallspende des deutschen Volkes eingeschmolzen.

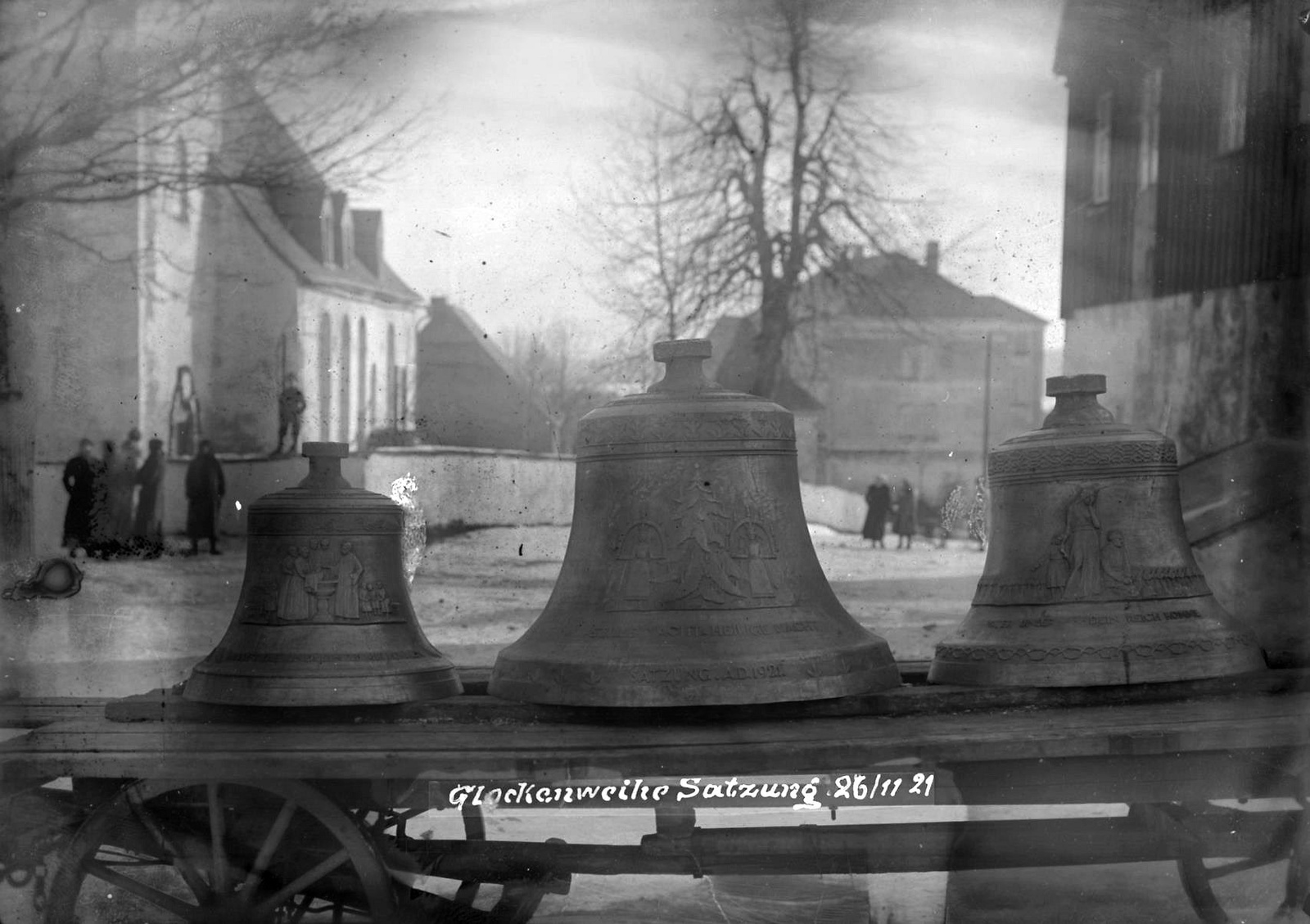
Glockenweihe am 26. November 1921

Am 26. November 1921 konnten drei neue Glocken der Glockengießerei Bruno Pietzel geweiht werden. Der Preis war auf 43.418 Mark gestiegen. Das neue Geläut erklang in den Tönen e' (es'), gis' (g') und h' (b'), also tiefer als das Vorgängergeläut, war aber aufgrund der geringeren Wandstärke leichter und damit weniger tragfähig. Die beiden größeren Glocken mussten 1942 erneut für Kriegszwecke abgegeben werden. Als Ersatz wurden 1953/54 zwei Eisenhartgussglocken bei der Glockengießerei Schilling und Lattermann in Apolda bestellt und in Morgenröthe-Rautenkranz gegossen. Die neuen Glocken waren materialbedingt deutlich größer und schwerer als Bronzeglocken gleicher Tonhöhe. Der Platz im Glockenstuhl war nur für Glocken in höherer Tonlage vorhanden. Um die Glocken und den Glockenstuhl weniger zu belasten, wurden sie nach 1980 in gekröpfte Joche gehängt und mit elektromotorischen Antrieben versehen, was allerdings den Gesamtklang weiter negativ beeinflusste.

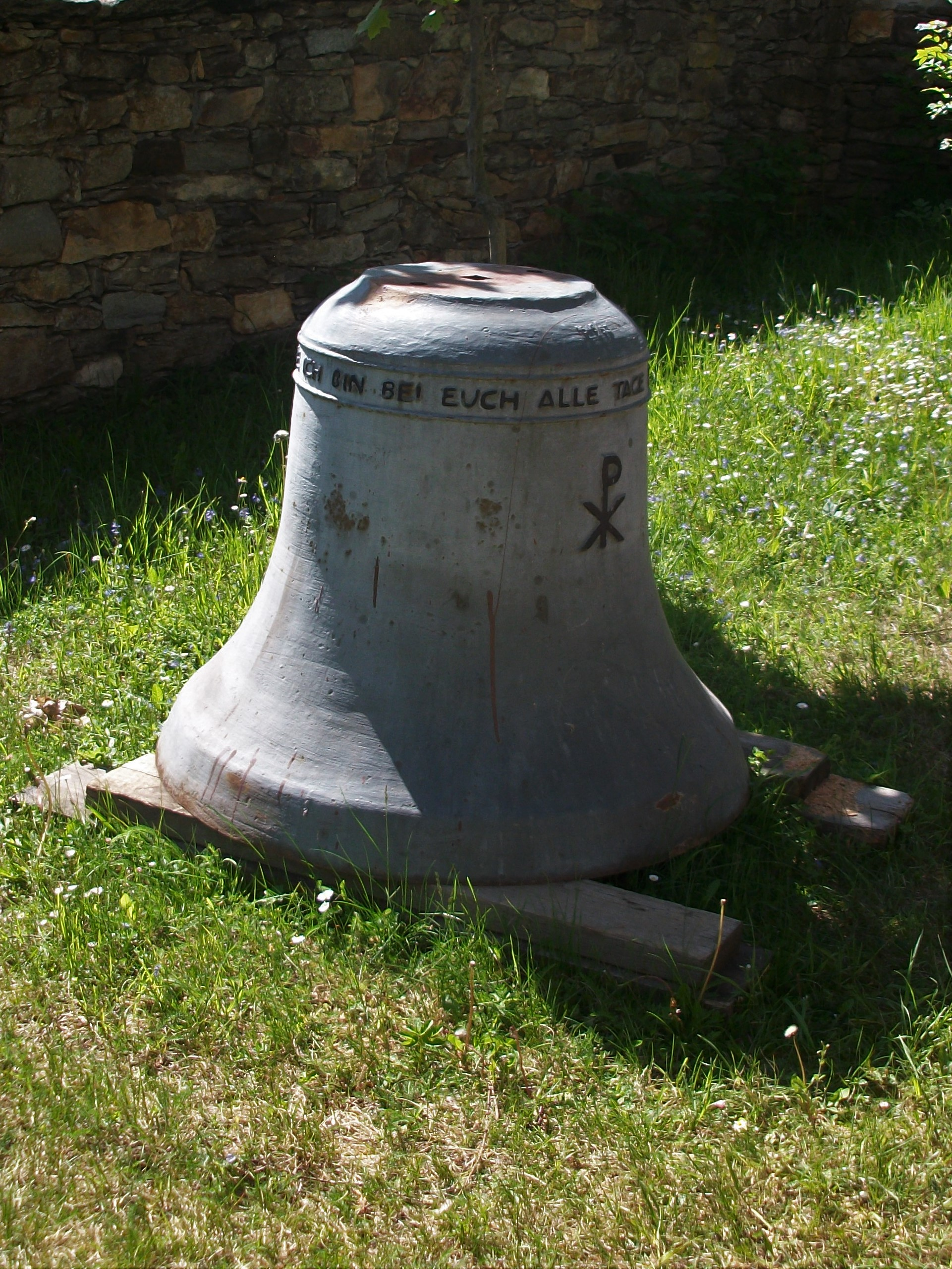
Glocke von 1953/54 vor der Kirche

Drei neue Bronzeglocken mit einem Gesamtgewicht von 1340 Kilogramm wurden 2018 in der Glockengießerei Grassmayr in Innsbruck gegossen. Reinhold Müller aus Stützengrün entwarf die Glockenzier und der Zimmermeister Andreas Müller aus Thalheim übernahm die Arbeiten am Glockenstuhl. Für den Einbau der Glocken und die Lieferung der Joche, der Klöppel und der Antriebe mit berührungsfrei arbeitenden Linearmotoren zeichnete die Heidenauer Glockenläute- und Elektroanlagen GmbH verantwortlich. Sie rufen die Gemeinde zum Gottesdienst und dreimal täglich zum Gebet. Sie erklingen in den Tönen g, b und c. Zusammen mit den neuen Glocken wurde auch der hölzerne Glockenstuhl erneuert.
Eine kleine Glocke des alten Bronzegeläutes von 1921, die sich klanglich nicht in das neue Dreiergeläut einfügt, erhielt einen neuen Platz in der Uhrenstube. Sie erfüllt weiterhin ihre Aufgaben als Taufglocke und erklingt zu Taufen und Einsegnungen, zur Konfirmation und zum Taufgedenken. Sie wiegt 212 Kilogramm.
Die beiden Hartgußglocken aus der Nachkriegszeit haben ihren Platz vor der Kirche und auf dem Friedhof gefunden.

## Friedhof

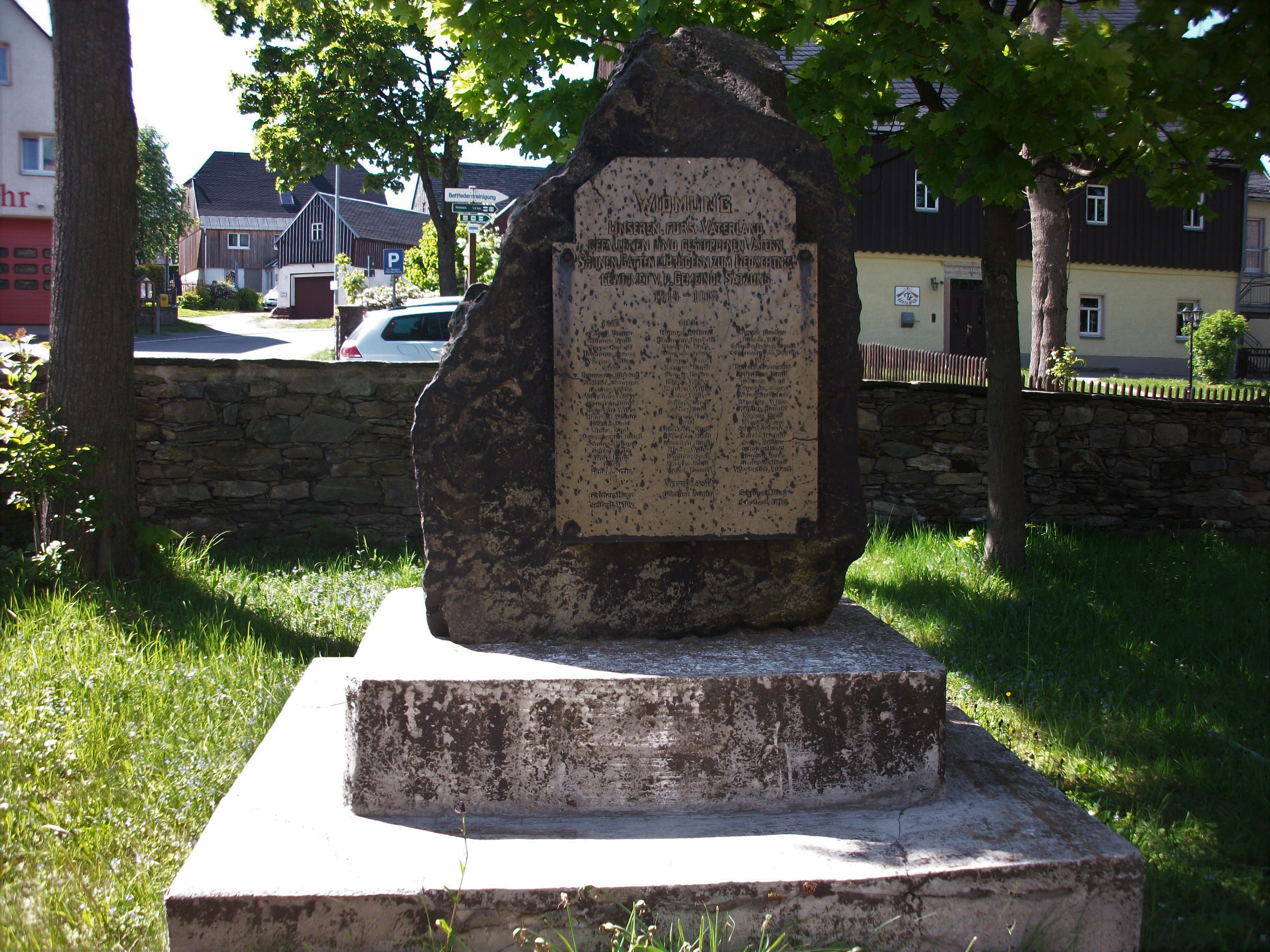
Kriegerdenkmal Erster Weltkrieg

Auf dem Friedhof befindet sich ein Kriegerdenkmal im Gedenken an den Deutsch-Französischen Krieg. Auf einem Sandsteinpostament steht ein Obelisk mit der Inschrift: „Gott war mit uns“, die restliche Inschrift ist kaum lesbar.
Ein weiteres Kriegerdenkmal erinnert an die Gefallenen aus dem Ersten Weltkrieg. Auf einem Kunststeinsockel steht ein grob behauener Stein mit Serpentinplatte mit Inschrift: „Widmung/Unserer fürs Vaterland Gefallenen und Gestorbenen Vätern, Söhnen, Gatten und Brüdern zum Gedächtnis/Gewidmet Gemeinde Satzung/1914–1918“ und den Namen der Verstorbenen.
Die Leichenhalle auf dem Friedhof ist ein verputzter Bruchsteinbau mit Stichbogenportal mit Schlussstein mit Bezeichnung, beiderseits der Tür liegen ovale Fenster mit Natursteineinfassung und Gittern. Die Leichenhalle ist mit einem Walmdach mit Schieferdeckung gedeckt.

## Galerie

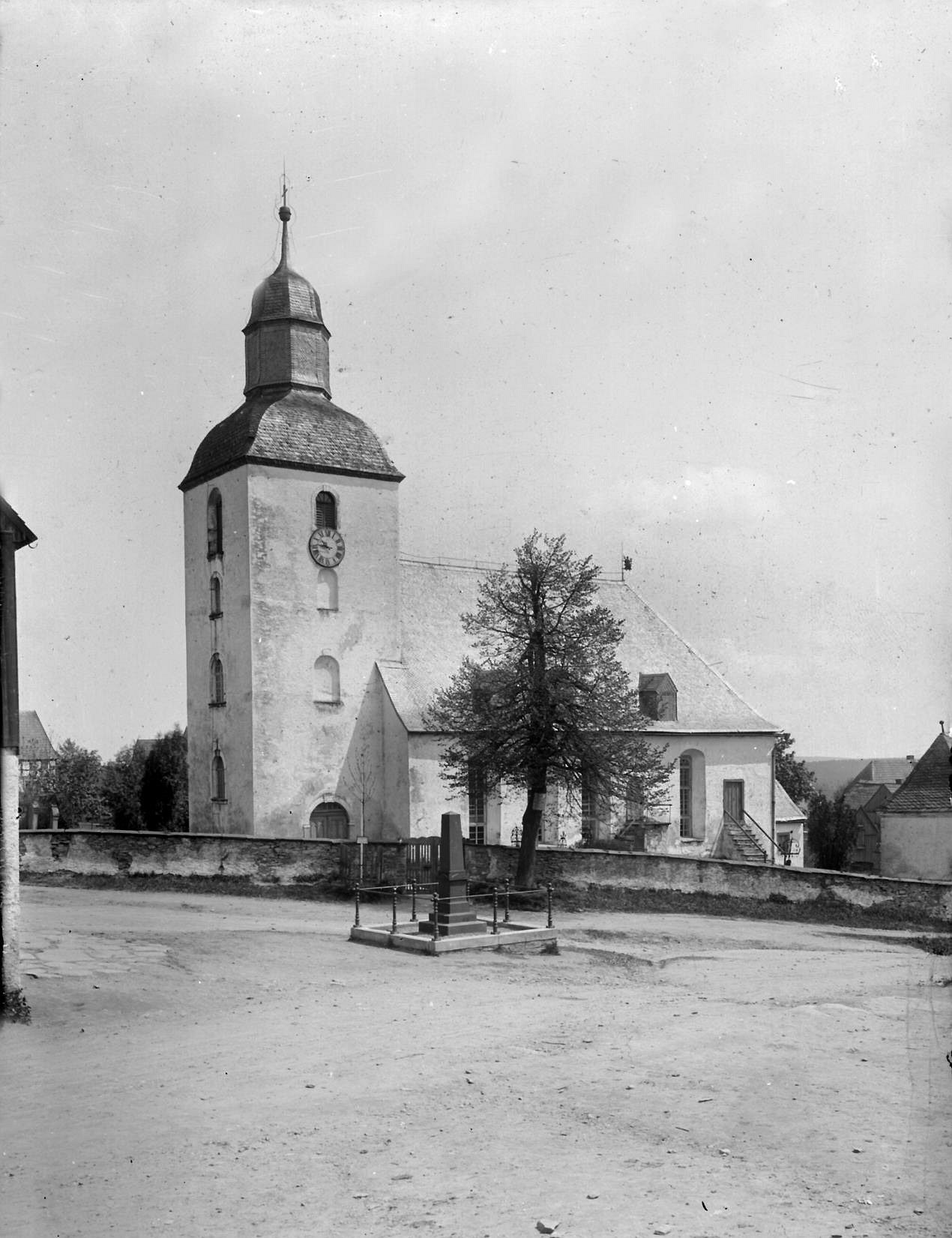
Ansicht um 1910
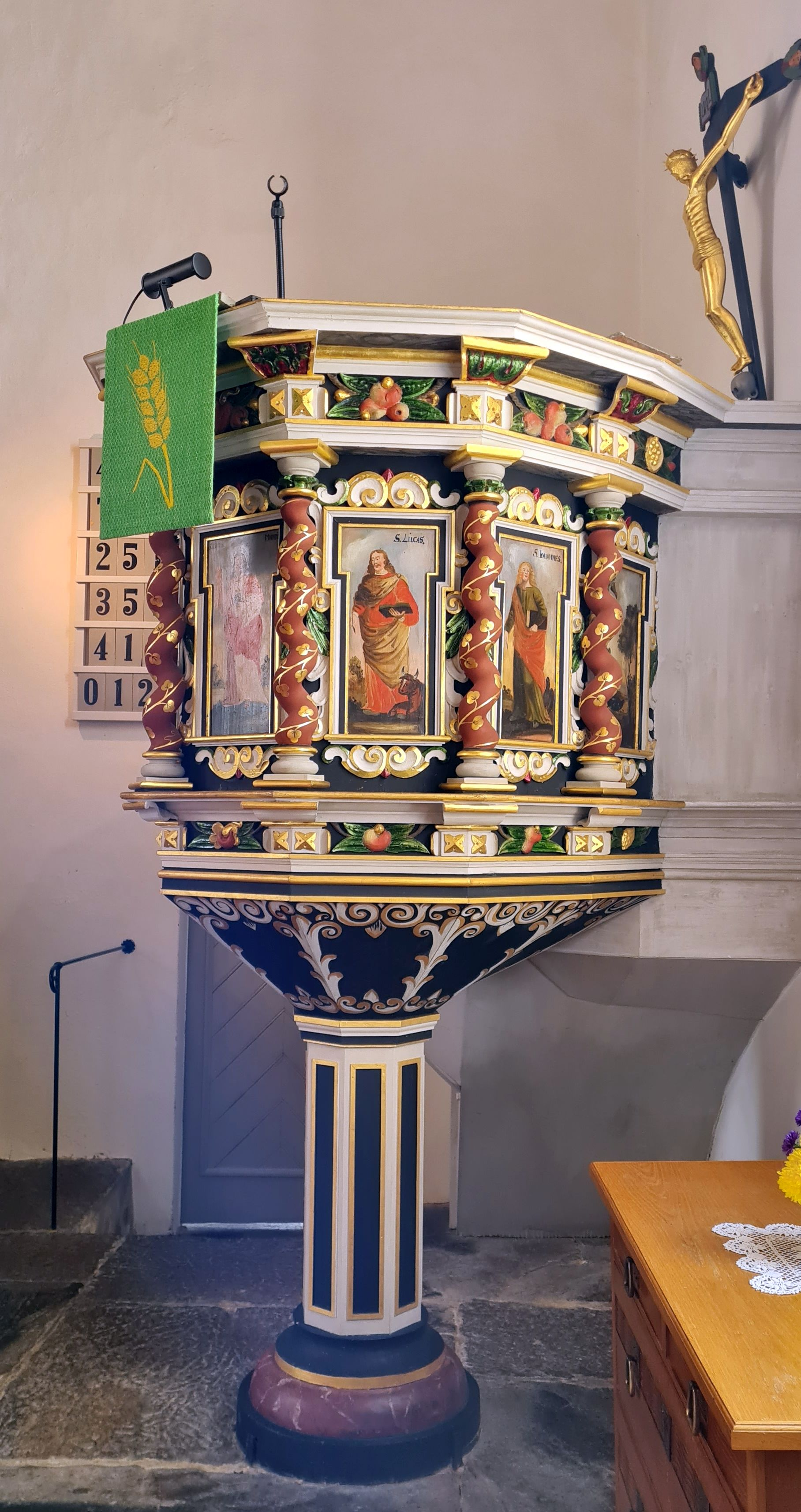
Kanzel
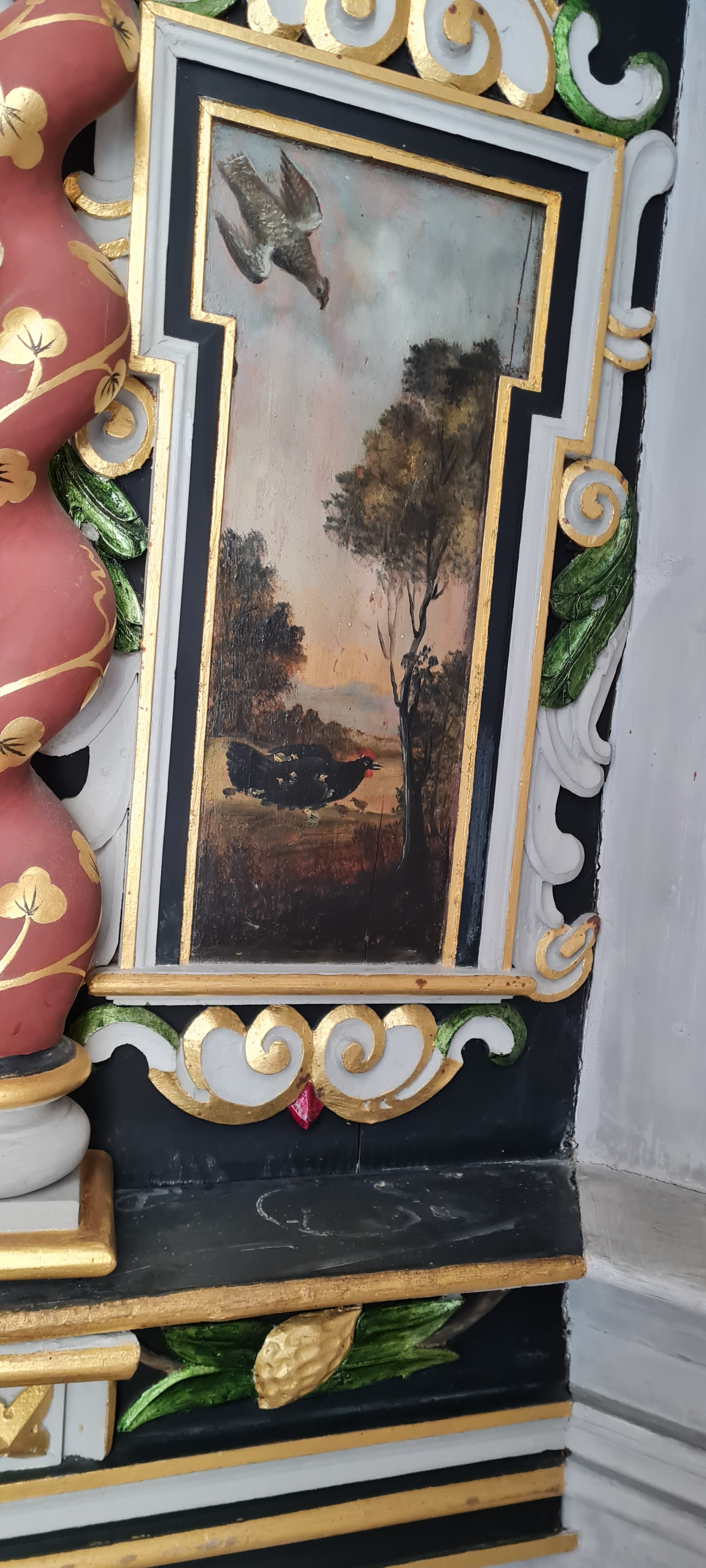
Auerhenne an der Kanzel
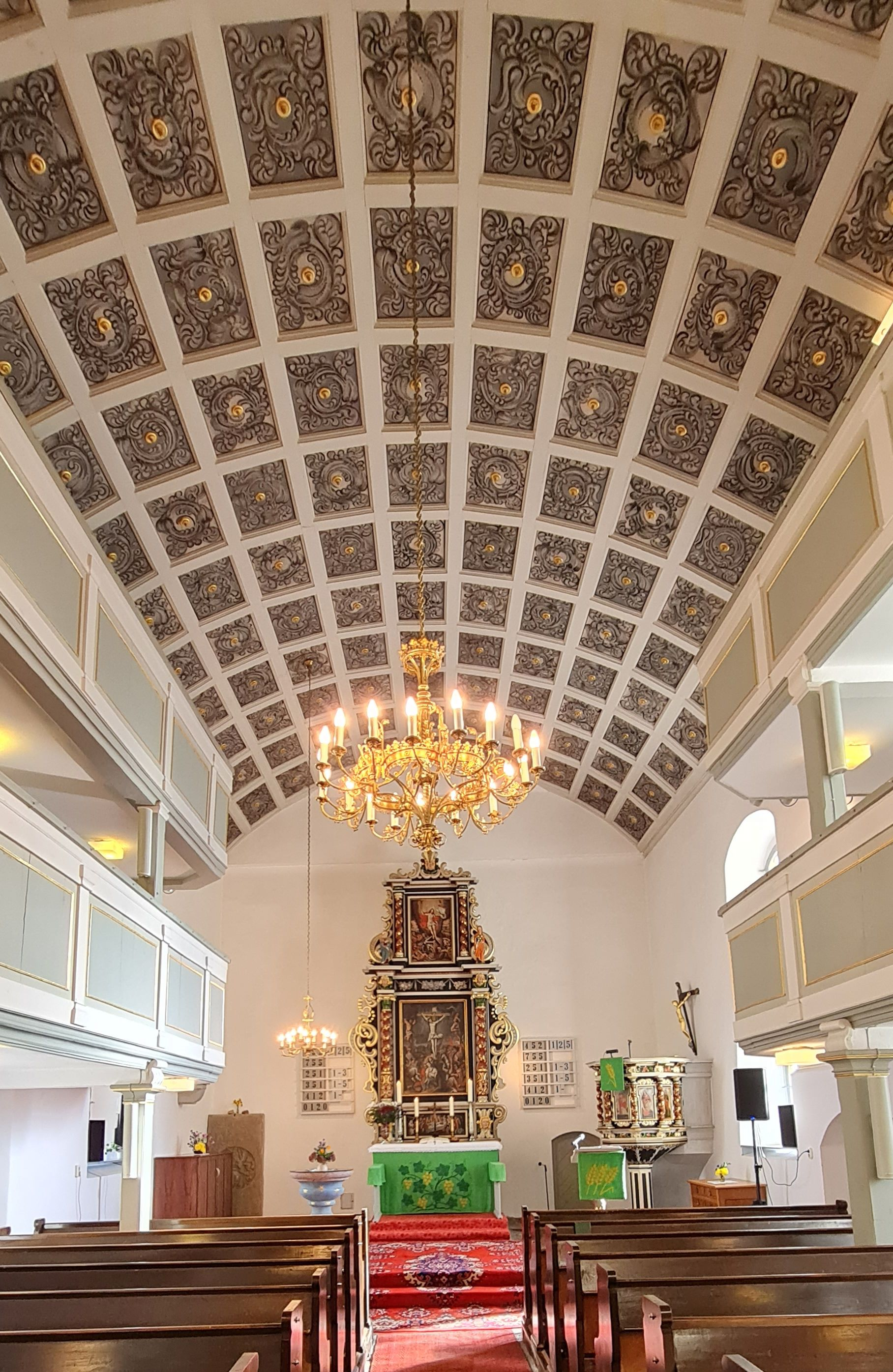
Innenraum mit Kassettendecke
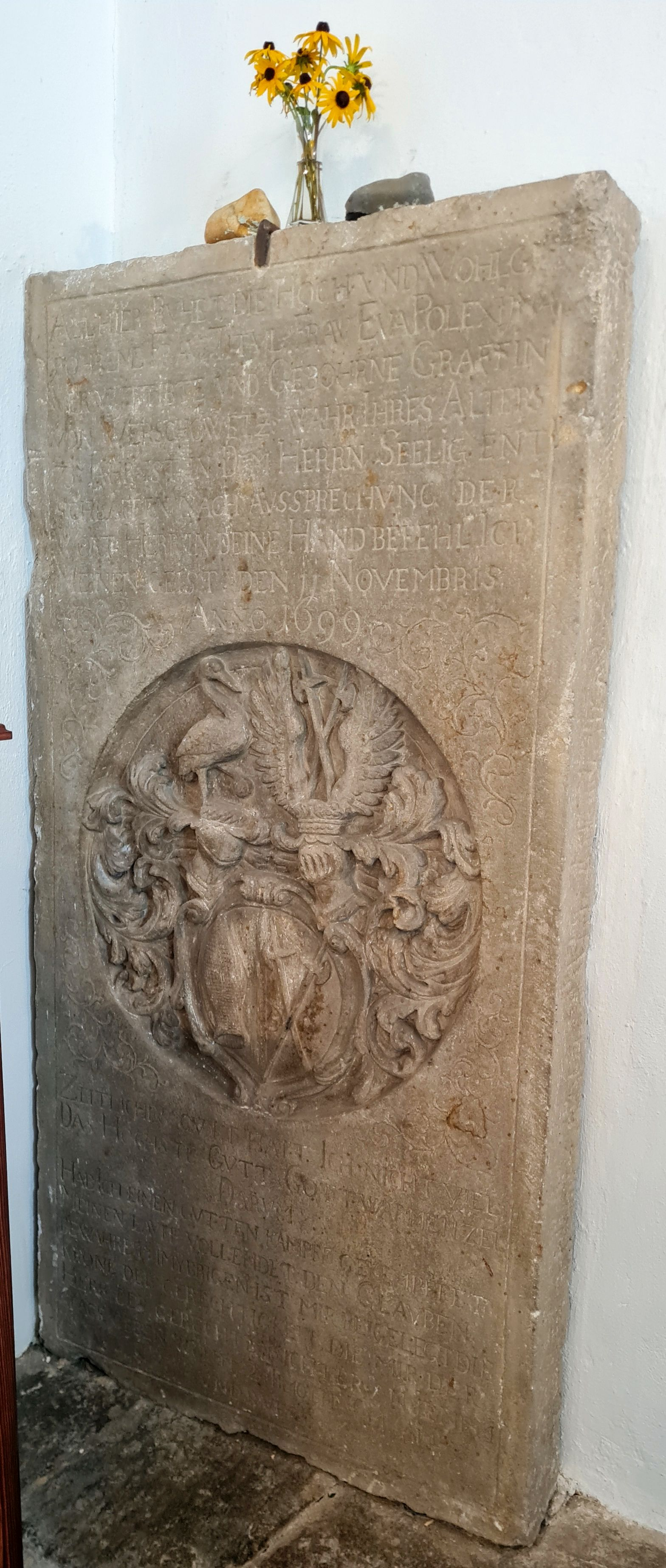
Grabplatte von Eva Polexina Gräfin von Werschowetz